# Beuningse Boys
Beuningse Boys is een Nederlandse amateurvoetbalclub uit Beuningen, Gelderland. De clubkleuren zijn rood en wit. Het tenue bestaat uit een rood-wit verticaal gestreept shirt, een witte broek en rode sokken met een witte rand aan de bovenkant. 
Beuningse Boys werd opgericht op 22 juli 1945, kort na de Tweede Wereldoorlog, een periode waarin veel nieuwe sportverenigingen ontstonden. Met circa 1.000 leden (stand 2015) is het een van de grootste sportverenigingen in de regio Nijmegen. De club heeft teams voor zowel jongens als meisjes, evenals heren- en damesteams.
Het eerste elftal van Beuningse Boys komt uit in de Zondag 2e klasse B van district West 1. De club promoveerde tweemaal naar de Tweede klasse. De eerste keer was in het seizoen 1977/1978, onder leiding van trainer Joke Toonen, na het behalen van het kampioenschap. De tweede promotie volgde in 2006/2007, toen trainer Rob Bouman het team naar het kampioenschap in de Derde klasse leidde.

## Geschiedenis
Beuningse Boys beleefde sportief gezien zijn beste periode eind jaren jaren 70 en in de eerste helft van de jaren 80. Uitkomende in de 2e klasse werd promotie naar de 1e klasse nipt misgelopen. In het hierop volgende decennium gleed de club af tot de kelder van het amateurvoetbal: de 6e en laagste klasse.
De club wist zich sinds het einde van de 20e eeuw in relatief korte tijd weer op te werken naar de 2e klasse met hoofdzakelijk spelers uit eigen jeugd. In deze periode behaalden jeugdteams van de leeftijdsklasse A en B voor het eerst in de geschiedenis een kampioenschap in de hoofdklasse en bereikten daarmee de 'landelijke' competitie.

## Groei
Beuningse Boys begon in 1945 na de oprichting met vijf teams. Het seizoen 1955-1956 was qua ledental een dieptepunt. Langzamerhand herstelde Beuningse Boys zich en wist zich te handhaven met zes à zeven elftallen gedurende een reeks van hierop volgende jaren. In de jaren zestig zette de groei zich voort, die zich rond 1985 stabiliseerde. Met de groei van de plaats Beuningen in de jaren 90 trok ook de groei van de club weer flink aan. In 2009 zijn er van de 51 jeugdteams twee meisjesteams en een van de 10 seniorenteams is een damesteam. Daarnaast zijn er nog zeven zaalvoetbalteams.
| Jaar | Juniorenteams | Seniorenteams | Totaal |
| ---- | ------------- | ------------- | ------ |
| 1945 | 1             | 4             | 5      |
| 1955 | 0             | 3             | 3      |
| 1974 | -             | -             | 13     |
| 1985 | -             | -             | 27     |
| 1995 | 27            | 8             | 35     |
| 2008 | 49            | 10            | 59     |

## Toekomst
Beuningse Boys speelde zijn wedstrijden op Sportpark "De Hutgraaf", gelegen in een woonwijk. Na jaren getouwtrek met en binnen de lokale politiek is er gekozen voor verhuizing (sinds 2e Paasdag 2010) naar een nieuw sportterrein aan de Schoenaker: "De Ooigraaf" (Beuningen-West). Hierdoor ligt het sportpark nu pal naast hockeyvereniging MHCB, korfbalvereniging NAS en op een steenworp afstand van het sportpark van voetbalvereniging Ewijk  uit het gelijknamige buurdorp. Het nieuwe sportpark beschikt over een grote kantine op de 1e verdieping en aangrenzend groot buitenterras met zicht op alle velden, 20 kleedkamers, drie kunstgrasvelden en drie natuurgrasvelden.

## Standaardelftallen

### Zaterdag
Het standaardelftal in de zaterdagafdeling komt in het seizoen 2020/21 nieuw uit in competitie, het start in de Vierde klasse op het laagste niveau in het KNVB-district Oost.

#### Competitieresultaten
| \| - 4A \| |
| 20         |
| - 4A       |

| Vierde klasse |

### Zondag

#### Competitieresultaten 1976–2020
| 2 4E |

| 2 4E |

| 1 4E |

| 1 3D |

| 3 2A |

| 5 2A |

| 7 2A |

| 5 2A |

| 9 2A |

| 11 2A |

| 12 3D |

| 7 4E |

| 2 4E |

| 3 4E |

| 2 4E |

| 7 4E |

| 9 4E |

| 9 4E |

| 8 4E |

| 12 4E |

|  |

| 3 6H |

| 3 6H |

| 2 5F |

| 1 5E |

| 5 4E |

| 5 4F |

| 2 4E |

| 5 3D |

| 4 3D |

| 4 3D |

| 1 3D |

| 3 2I |

| 3 2I |

| 9 2I |

| 13 2I |

| 8 3D |

| 9 3D |

| 10 3D |

| 9 3D |

| 2 3D |

| 9 3D |

| 4 3D |

| 9 3D |

| -- 3D |

| - 3D |

| Tweede klasse | Derde klasse | Vierde klasse | Vijfde klasse | Zesde klasse |

In elke staaf van de grafiek staat van boven naar beneden vermeld: 
- Eindnotering

Dit is de positie die de club heeft bereikt in de competitie, zonder eventuele beslissings-, play-off- of nacompetitiewedstrijden die nodig zijn geweest om bijvoorbeeld de kampioen van de competitie te bepalen.
Indien een * achter het getal staat is de notering een tussenstand en kan het zijn dat de notering niet overeenkomt met de uiteindelijke eindstand van de competitie.
Staat er een - dan is het seizoen nog bezig en is er geen definitieve uitslag bekend.
Staat er xx op de positie van de notering, dan heeft de club vroegtijdig de competitie verlaten. Dit kan onder andere komen door terugtrekking van het team, faillissement van de club of door een uitgedeelde straf van de KNVB. In veel gevallen staat elders in het artikel de reden vermeld.
Staat er een ? dan is het resultaat uit het verleden onbekend, en is alleen de competitie of het niveau bekend van dat seizoen.
In de seizoenen 2019/20 en 2020/21 werd wegens de coronacrisis het amateurvoetbal afgebroken. Daardoor kennen deze staven geen eindklassering (middels -- weergegeven).
- Competitieniveau en afdelingsletter of Officiële eindstand Eredivisie
  - Competitieniveau en afdelingsletter

Hierbij geeft het getal het niveau weer, dat ook terug te vinden is in de legenda. De letter is de afdelingsaanduiding en wordt gebruikt wanneer er meer afdelingen zijn op hetzelfde niveau. De afdelingsletter is altijd een hoofdletter en wordt meestal zonder nummer gebruikt.
Voorbeeld: 2F is niveau 2e klasse competitie F.
Het competitieniveau en nummer wordt niet vermeld wanneer er slechts één competitie van dit niveau was.
  - Officiële eindstand Eredivisie (getal staat tussen haakjes vermeld)

Sinds de introductie van play-offwedstrijden voor Europees voetbal na afloop van de reguliere competitie in 2005/06, is de KNVB verplicht een eindstand van de Eredivisie door te geven aan de UEFA aan de hand van deze play-offwedstrijden.
Bij deze eindstand staan clubs die zich hebben gekwalificeerd voor Europees voetbal hoger dan clubs die zich niet wisten te kwalificeren. Indien er geen verschil was tussen de eindnotering en de officiële eindstand, staat dit getal niet vermeld.

- Onderafdeling

Hier staat afgekort de naam van de onderafdeling indien de club in dat jaar in een onderafdeling uitkwam. Tevens staat deze afkorting in de legenda en wordt gelinkt naar het artikel over deze onderafdeling. Deze afkorting wordt alleen vermeld wanneer de club in het verleden in verschillende onderafdelingen heeft gespeeld. Deze vermelding is in de staaf altijd in kleine letters. Deze onderafdelingen zijn na het seizoen 1995/96 afgeschaft. Heeft de club in slechts één onderafdeling gespeeld, dan is dit alleen terug te vinden in de legenda.
Onder de staaf staat het jaartal vermeld waarin het seizoen is afgesloten. 15 verwijst naar het seizoen 2014/15 of eventueel het seizoen 1914/15.
Wanneer een staaf leeg is, zijn deze gegevens niet bekend. Het kan ook zijn dat de club dat seizoen niet heeft meegespeeld op het hogere amateurniveau, vroegtijdig de competitie heeft verlaten of uit de competitie is gezet.

In het seizoen 1944/45 was er wegens de Tweede Wereldoorlog geen regulier competitievoetbal.

## Bekende (oud-)trainers
- Remko Bicentini
- Wout van Blijderveen